# 1946 en Inde
Chronologie de l'Inde
- 1942
- 1943
- 1944
- 1945
- 1946
- 1947
- 1948
- 1949
- 1950

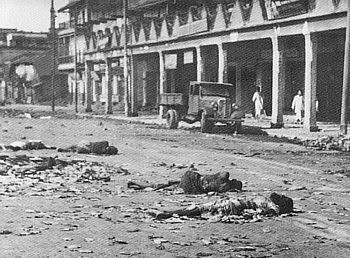
(16 août 1946).

Cette page concerne les évènements survenus en 1946 en Inde  :

## Évènement
- janvier : Début des mutineries de la Royal Air Force.
- 18-25 février : Mutinerie de la marine royale indienne (en).
- 24 mars : Arrivée en Inde de la mission du Cabinet britannique en Inde (en) dans le but de discuter du transfert des pouvoirs du gouvernement britannique aux dirigeants indiens, afin de préserver l'unité de l'Inde et de lui accorder son indépendance.
- mai : Fin des procès de l'armée nationale indienne.
- 4 juillet : Début de la révolte du Telangana (fin en 1951).
- 16 juillet : Harse Chhina Mogha Morcha (en), révolte agraire à Harsha Chhina (en) sous la direction du parti communiste.
- 16 août : Jour de l'action directe (en), également connu sous le nom de tueries de Calcutta est une journée de protestation nationale de la communauté musulmane indienne annoncée par Jinnah. Elle conduit à des violences à grande échelle entre musulmans et hindous dans la ville de Calcutta, dans la province du Bengale de l'Inde britannique. Bilan : 4 000 morts. Cette journée marque également le début de la Semaine des longs couteaux.
- 24 octobre-11 novembre : Émeutes du Bihar (en) (bilan : 5 000 à 10 000 morts).
- 9 décembre : Réunion de la première assemblée constituante indienne.

## Sortie de film
- La Ville basse (Palme d'or au festival de Cannes)

## Création
- La compagnie Tata Airlines est renommée Air India.

## Naissance
- Vijay Arora (en), acteur.
- Giri Babu (en), acteur.
- Victor Banerjee, acteur et réalisateur.
- Kabir Bedi, acteur.
- Vijay P. Bhatkar (en), scientifique des ordinateurs.
- Mani Damodara Chakyar (en), artiste.
- B. M. Choudary (en), chimiste.
- Sanjay Gandhi, personnalité politique.
- Sonia Gandhi, personnalité politique.
- Sabitri Heisnam (en), actrice.
- Sarah Joseph, écrivaine et féministe.
- Bishnu Kharghoria (en), acteur.
- Visitacao Lobo (en), footballeur.
- Kichennasamy Madavane, écrivain.
- Anju Mahendru (en), actrice.
- Ashok Mankad (en), joueur de cricket.
- Kalpana Mohan (en), actrice.
- Mangala Narlikar, mathématicienne.
- Navin Nischol (en), acteur.
- Yashoda Palayad (en), chanteuse et actrice.
- Narendra Prasad (en), acteur et réalisateur.
- Banashree Sengupta (en), chanteuse.
- Nina Shivdasani (de)
- Dina Vakil (en), journaliste.
- D. Vinayachandran (en), poète.

## Décès
- S. Krishnaswami Aiyangar (en)
- Amulya Barua (en), personnalité politique.
- Upendranath Brahmachari, médecin et scientifique.
- Shenoi Goembab (en), écrivain.
- Alladiya Khan (en), chanteur.
- C. Hayavadana Rao (en), historien, musicologue, anthropologue, économiste et polyglotte.
- B. M. Srikantaiah (en), écrivain.
- Satyananda Stokes (en), personnalité politique.